# Cefprozil
Cefprozilul este un antibiotic din clasa cefalosporinelor de generația a doua, fiind utilizat în tratamentul unor infecții bacteriene. Molecula a fost patentată în anul 1983 și aprobată pentru uz medical în anul 1992.

## Sinteză

Sinteza cefprozilului: Separarea izomerilor: